# سیری وورم
سیری وورم (انگلیسی: Siri Worm؛ زادهٔ ۲۰ آوریل ۱۹۹۲) بازیکن فوتبال اهل پادشاهی هلند است که در حال حاضر برای باشگاه فوتبال زنان پی‌اس‌وی در پست مدافع بازی می‌کند.
از باشگاه‌هایی که در آن بازی کرده است می‌توان به باشگاه فوتبال زنان اورتون، باشگاه فوتبال زنان تاتنهام هاتسپر و باشگاه فوتبال زنان آینتراخت فرانکفورت اشاره کرد.
وی همچنین در تیم‌های ملی فوتبال زیر ۱۶ سال، زیر ۱۷ سال، زیر ۱۹ سال و بزرگسالان زنان هلند بازی کرده است.

## دوران باشگاهی

### توئنته
سیری وورم فوتبال خود را از آکادمی جوانان توئنته آغاز کرد. پس از چندین فصل به عنوان بازیکن ذخیره یا چندمنظوره، او در فصل ۲۰۱۲–۱۳ موفق شد جایگاه خود را در تیم به عنوان مدافع چپ تثبیت کند. در این فصل، توئنته قهرمان لیگ شد و به لیگ قهرمانان اروپا راه یافت. توئنته در طول مدت حضور وورم در این باشگاه، سه بار دیگر نیز برای لیگ قهرمانان اروپا واجد شرایط شد. او در این تیم در رقابت‌های داخلی و اروپایی تجربه زیادی کسب کرد و به یکی از بازیکنان ثابت ترکیب اصلی تبدیل شد.

### اورتون
در ژوئیه ۲۰۱۷، وورم به باشگاه فوتبال زنان اورتون منتقل شد که بخشی از یک انتقال دوگانه با هم‌تیمی‌اش، مارت مونسترمن بود. او در این باشگاه فرصت بازی در سطح بالاتر را پیدا کرد و در رقابت‌های مختلف حضور داشت.

### تاتنهام هاتسپر
پس از صعود باشگاه فوتبال زنان تاتنهام هاتسپر به لیگ برتر فوتبال زنان انگلستان، در ژوئیه ۲۰۱۹ وورم به عنوان یکی از هفت بازیکن جدید این تیم معرفی شد. در این مدت، وورم در مسابقات لیگ و جام حذفی برای تیمش به میدان رفت و عملکرد ثابتی داشت.
وورم در پایان فصل ۲۰۲۰/۲۱ از تاتنهام جدا شد.

### آینتراخت فرانکفورت
پس از چهار سال بازی در انگلیس، وورم به آلمان منتقل شد تا برای باشگاه فوتبال زنان آینتراخت فرانکفورت در بوندسلیگای زنان بازی کند. او در این تیم با چالش‌های جدیدی روبه‌رو شد و در مسابقات مختلف حضور یافت.

### پی‌اس‌وی
یک سال بعد، او قراردادی دو ساله برای بازی در پی‌اس‌وی امضا کرد. این انتقال بازگشت او به فوتبال هلند بود و او در لیگ داخلی دوباره به رقابت پرداخت.

## دوران ملی
وورم کاپیتان تیم ملی زیر ۱۹ سال هلند در رقابت‌های ۲۰۱۰ و ۲۰۱۱ قهرمانی اروپا بود و نقش کلیدی در هدایت تیم به مرحله نهایی داشت.
در اکتبر ۲۰۱۲، مربی تیم ملی بزرگسالان او را دعوت کرد تا جایگزین بازیکن مصدوم، پترا هوگونینگ شود. این فرصت بزرگی برای وورم بود تا در سطح بزرگسالان بدرخشد. او اولین بازی ملی خود را در ۲۵ نوامبر ۲۰۱۲ در یک پیروزی ۲–۰ دوستانه برابر ولز انجام داد و عملکردی قابل قبول از خود نشان داد.
وورم در ترکیب تیم ملی هلند برای رقابت‌های قهرمانی اروپا ۲۰۱۳ حضور داشت و یکی از جوان‌ترین بازیکنان تیم بود. او در شکست ۱–۰ برابر نروژ به عنوان بازیکن تعویضی در ۳۰ دقیقه آخر بازی به میدان رفت و تجربه ارزشمندی کسب کرد. در آوریل ۲۰۱۹، وورم در فهرست انتظار تیم ملی هلند برای جام جهانی فوتبال زنان ۲۰۱۹ قرار گرفت که نشان‌دهنده اعتماد مربیان به توانایی‌های او بود.